# Sellout Sessions 01
Sellout Session 01 is het achtste album van de Nederlandse dj Don Diablo en is uitgebracht in 2005. Het album is uitgebracht onder Don Diablo's eigen label, genaamd Sellout Sessions. Het album is een compilatie-album, dat betekent dus dat de meeste tracks niet van Don Diablo zelf zijn. Don Diablo heeft het album wel zelf samengesteld.

## Tracklist
1. Sharam Jey - Feel Nobody 3:08
2. Till Westwood - Rockin' (DJ Delicious Edit) 2:41
3. Plump DJs - Get Kinky 3:00
4. Mason - The Screetch 4:04
5. Sharon Philips - Want 2 / Need 2 (Trentemoller Remix) 3:25
6. Voidd - Better Girl (Don Diablo Remix) 4:06
7. Coburn - We Interrupt This Program 2:27
8. Play Paul - La La Land 3:34
9. Don Diablo ft. The Beatkidz - Blow (Don's 'Peep the Window' Mix) 3:42
10. Kiko & Stephane D - Jack the Box 3:53
11. Armand van Helden - Hot City Nights 3:38
12. Kraak & Smaak - Money in the Bag (Sharam Jey Remix) 3:49
13. Moby - Dream About Me (Sebastian Ingrosso Remix) 4:25
14. Don Diablo - Down the Drain 4:42
15. Thomas Schumacher - Heat It Up 3:41
16. 2Faced - Rock Music 4:59
17. Don Diablo - Wet Smoke 3:52
18. Moonbootica - June 5:08
19. Don Diablo ft. 16 Down - Just Let It Go 3:58
20. Widescreen ft. Kool Keith - Hereldeduke 3:43
21. Don Diablo ft. The Beatkidz - Blow 3:09
22. Bodyrockers - New York City Girl 4:14
23. Hard-Fi - Hard to Beat (Radio Edit) 4:12
24. Chikinki - Ether Radio 2:36
25. Coparck - World of Tomorrow 3:26
26. Interlude: A Word from Dad 0:18
27. Bomb The Bass ft. Justin Warfield - Bug Powder Dust 4:00
28. Don Diablo ft. The Beatkidz - Get On 4:49
29. Viva City - Plastic Visions 3:03
30. The Bravery - Fearless 3:04
31. 16 Down - Compulsive Behaviour (Demo) 2:14
32. Monosurround - Borschtchick 5:25
33. Don Diablo ft. Todd Rotondi - F.R.E.A.K. 3:21
34. The Killers - Mr. Brightside (Thin White Duke Remix) 8:45